# Inachoides laevis
Inachoides laevis is een krabbensoort uit de familie van de Inachoididae. De wetenschappelijke naam van de soort is voor het eerst geldig gepubliceerd in 1860 door Stimpson.